# Jacob Schoop
Jacob Toppel Schoop (født 23. december 1988 er en dansk fodboldspiller, der spiller for Næstved Boldklub.

## Klubkarriere
Schoops tid som ungdomsspiller foregik i den mindre Odense-klub TPI, hvorfra han som juniorspiller skiftede til FIF/B 1909. Som helt ung fik han kampe på B 1909’s danmarksseriehold.

### FC Fyn
Ved årsskiftet 2007-08 blev han hentet til FC Fyn, der var en sammenslutning af B 1909, B 1913 og Dalum IF. Jacob Schoop fik sit seniorgennembrud i FC Fyn, hvor han begyndte da fusionsklubben lå i 2. division og siden var han med til at føre holdet op i 1. division.

### Odense Boldklub
Han skiftede i juli 2011 i en alder af 22 år til storebror på Fyn, Odense Boldklub, hvor han skrev under på en toårig kontrakt gældende frem til sommeren 2013.
I slutningen af september 2014 blev Ove Pedersen ansat som ny cheftræner i Odense Boldklub efter fyring af den hidtidige træner Troels Bech. Det blev efterfølgende kun til få, korte indhop, hvorfor Schoop valgte at søge mod en ny klub. Igennem fire sæsoner i Odense Boldklub spillede han 61 kampe på Superligaholdet.

### Fodboldnomade
Den 14. april 2015 blev det offentliggjort, at Schoop havde skrevet under på en kontrakt med den islandske klub KR Reykjavik. Han skrev i første omgang under på en kontrakt gældende frem til sommeren 2015. Han fik sin debut for KR Reykjavik i sæsonpremieren den 4. maj 2015. Han startede inde og scorede efter 50 minutter på pålæg af danskeren Søren Frederiksen, der ligeledes havde sin debut, inden han blev erstattet af Thorsteinn Már Ragnarsson efter 59 minutter, som trods Schoops mål endte med et 1-3-nederlag hjemme på KR-völlur til FH Hafnarfjördur.
Han nåede i alt at spille 21 kampe i Úrvalsdeild (alle som en del af startopstillingen), tre kampe i pokalturneringen samt tre kampe i kvalifikationen til UEFA Europa League 2015-16, inden klubben samlet tabte til Rosenborg Boldklub over to kampe. Han forlod ved udgangen af 2015 KR Reykjavik.
I tre uger i løbet af januar og februar 2016 prøvetrænede Schoop i USA i Orlando City SC i et forsøg på at tilspille sig en kontrakt. Klubben havde ikke flere såkaldte green cards til udlændinge grundet et maksimalt antal udenlandske spillere. Han vendte herefter tilbage til Europa for at afvente situationen i Orlando City SC, hvorefter han tog til prøvetræning i norske Lillestrøm Sportsklubb, hvor han vrikkede rundt i en træningskamp. Sidenhen fik Orlando City SC plads i truppen til at have en udlænding, men valgte i stedet den italienske landsholdsspiller Antonio Nocerino. Han valgte derfor egenhændigt ikke skrive kontrakt med nogen klub i foråret 2016, men trænede med i Odense Boldklub. Han overvejede i denne tremåneders pause, hvorvidt han skulle professionel fodbold fremover, men besluttede, at dette var det rigtige valg.

### Vejle Boldklub
Jacob Schoop var én af mange nye spillere der skrev kontrakt med Vejle Boldklub i sommeren 2016. Midtbanespilleren Schoop lavede en toårig aftale med VB den 6. juli 2016, hvor han samme dag fik de første spilminutter for vejlenserne i en træningskamp mod SønderjyskE.
Det blev til officiel debut i sæsonpremieren 2016-17 på Vejle Stadion mod Fremad Amager den 24. juli 2016, som endte 1-1. Han spillede i alt 25 kampe i 1. division samt en kamp i DBU Pokalen mod Tjæreborg IF den 16. august 2016 (1-3-sejr ude) i sin første sæson i klubben.
Han havde egentlig mulighed for at forlade Vejle Boldklub transferfrit i sommeren 2017 grundet kontraktmæssige forhold, da klubben ikke var rykket op i Superligaen, men han valgte at blive i klubben. I stedet blev han anfører, da træneren Adolfo Sormani kom til Vejle Boldklub i sommeren 2017. I 2017-18-sæsonen spillede han 24 kampe i 1. division og var dermed bevirkende til, at Vejle Boldklub rykkede op i Superligaen efter en 0-2-sejr ude over Thisted FC i sidste spillerunde.

## Personlige forhold
Jacob Toppel Schoop er fætter til målmanden Mads Toppel, der har spillet i Odense Boldklub, B 1909, Randers FC, Næstved Boldklub, Tromsø Idrettslag og Brøndby IF.